# NGC 751
NGC 751 est une galaxie elliptique située dans la constellation du Triangle. NGC 751 a été découverte par l'ingénieur irlandais Bindon Stoney en 1850.

## Caractéristiques
Sa vitesse par rapport au fond diffus cosmologique est de 4 896 ± 20 km/s, ce qui correspond à une distance de Hubble de 72,2 ± 5,1 Mpc (∼235 millions d'al).
À ce jour, quatre mesures non basées sur le décalage vers le rouge (redshift) donnent une distance de 44,725 ± 7,657 Mpc (∼146 millions d'al), ce qui est loin à l'extérieur des valeurs de la distance de Hubble.

## Groupe de NGC 777
NGC 751 fait partie du groupe de NGC 777. Ce groupe comprend au moins 14 galaxies, dont NGC 750, NGC 761, NGC 777, NGC 783, NGC 785 et NGC 789.
NGC 750 et NGC 751 forment une paire de galaxies en interaction gravitationnelle.